# Уйтак
Уйтак (хак. Ӧӧ тағ) — поселковая станция в Аскизском районе Хакасии, находится в 31 км к северу от райцентра — села Аскиз.
Посёлок находится на железной дороге Абакан—Новокузнецк.
Число хозяйств — 6, население — 30 чел. (01.01.2004). Вблизи находится известная в хакасском фольклоре как священная гора Уйтаг.

## Население
| 2002 | 2010 |
| ---- | ---- |
| 30   | ↘29  |